# Річард Бланко
Річард Бланко (народився 15 лютого 1968 року) — американський поет, оратор, автор та інженер. Він є п'ятим поетом, який взяв участь у президентській інавгурації США, прочитавши свою поему «One Today» під час другої інавгурації президента Барака Обами . Він є перший емігрант, перший латиноамериканець, перший відкритий гей і наймолодший інавгураційній поет США.

## Біографія
Бланко народився в Мадриді 15 лютого 1968 року в родині кубинських вигнанців, що іммігрували до Маямі, коли Річард був немовлям. У Маямі він виріс, здобувши освіту бакалавра наук у Міжнародному університеті Флориди в цивільному будівництві в 1991 році, а також ступінь магістра (англ. Master of Fine Arts) креативного письма (англ. Creative Writing) в 1997 році, де він навчався разом з Кемпбелл МакГрат.

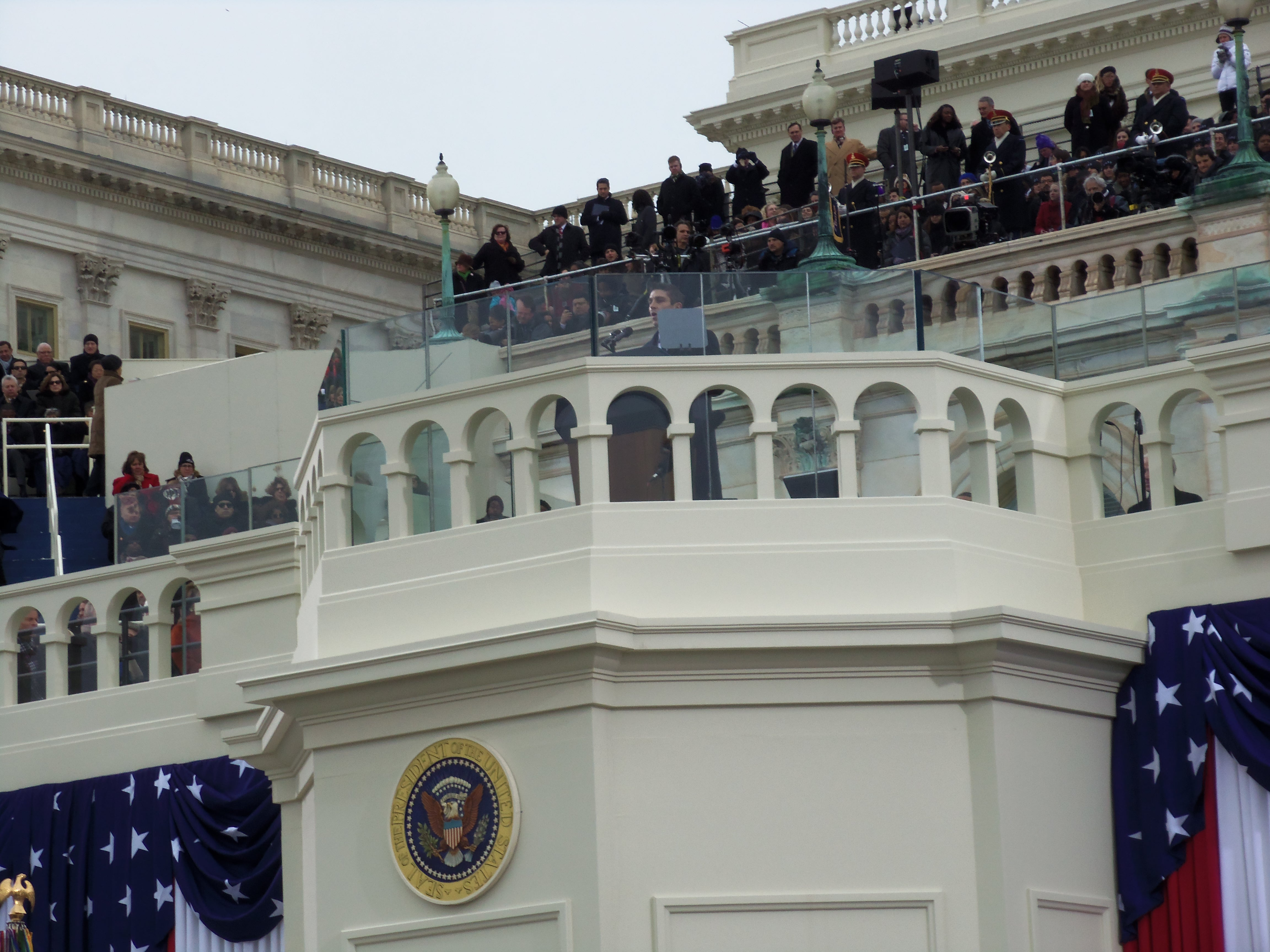
Бланко читає свою поему «One Today» під час другої інавгурації президента Барака Обами, 2013 рік.

З 1999 року він подорожував і мешкав в Гватемалі та Бразилії. Викладав у Джорджтаунському університеті, Американському університеті, Університеті Центрального Коннектикуту і в Центрі автора.
В своїх перших творах Бланко досліджував кубинську спадщину і власну роль гея в кубино-американській культурі в «Looking for the Gulf Motel» (2012). Він пояснював це таким чином: «Це спроба зрозуміти, як я вписуюсь між розмовою зі світом, між моїм буттям як мейнстрімового гея і кубинського гея». За даними журналу Time, він "розглядає більш консервативну, безкомпромісно заслану когорту покоління своїх батьків … скептично. Джон Долан піддав критиці його стиль, назвавши роботу Бланка «поетикою чистої ідентичності, не забрудненою жодною випадковою думкою або оригінальним поворотом фрази.»
Його твори було опубліковано в The Nation, Ploughshares, а також в Indiana Review, Michigan Quarterly Review, TriQuarterly Review, New England Review, and Americas Review. Бланко бере участь у роботі онлайн-архіву «Letras Latinas» з усної історії.
8 січня 2013 Бланка було обрано інавгураційним поетом Барака Обами. Він був перший іммігрант, перший латиноамериканець і перший гей у ролі інавгураційного поета. Він також був наймолодшим серед таких поетів. Йому було запропоновано написати три вірші, з-поміж яких інавгураційні чиновники обрали один, який він і прочитав під час церемонії. Після декламування «One Today» він сказав своїй матері: «Що ж, мамусю, гадаю, ми нарешті американці». Цю поему назвали «помірною, скромною поемою, презентованою національній публіці як дар товаришування, а в контексті політичної, поп- та медіакультури це тихе твердження, що поезія заслуговує на своє місце в наших думках і в цей день, і кожен день.» Інші називали це "рідкісним відпочинком від статечного звичаю церемонії, що був принесений залишком дня " і оцінили його поему як «у цілому вдалою поемою, де мистецтво покликано орієнтувати, стверджувати колективну ідентичність під час нещодавньої трагедії. Це оптимістична, дбайлива п'єса, яка покликана стимулювати, це бальзам.» Бланко планував опублікувати всі три вірші, які він написав для цієї події. 19 листопада 2013 року він опублікував свої мемуари «For All of Us, One Today». В них він описує власний досвід у створенні віршів на замовлення до інавгурації, додавши до поеми «One Today» дві інші — «Mother Country» та «What We Know of Country», написаних двома мовами — англійською та іспанською.
У травні 2013 року Бланко написав і виконав вірш під час Strong Benefit Concert у Бостоні. Брошуру поеми було також опубліковано. Чистий дохід від усіх продажів було перераховано на користь фонду, який допомагає постраждалим від вибуху під час Бостонського марафону. Окрім того, він писав і декламував епізодичні вірші для низьки організацій та заходів, серед яких — відкриття посольства США на Кубі, «Свобода вступу до шлюбу», Tech Awards Силіконової долини, а також Fragrance Awards у Лінкольн-центрі.
Він і його партнер розподіляють свій час між Бетелем (штат Мен) і Бостоном. У своїй поемі «Queer Theory, According to My Grandmother» він описав, як його бабуся попереджала його, як був він юнаком: «Заради Бога, ніколи не пісяй сидячи … /Я тебе бачила» і «Не витріщайся на The Six-Million-Dollar Man./ Я тебе бачила», а також «Ніколи не танцюй на самоті у своїй кімнаті».
Коли його спитали 7 травня 2012 року в інтерв'ю La Bloga, чи вважає він себе кубинським письменником чи просто письменником, то Бланко відповів: «Я письменник, якого доля спіткала бути кубинцем, але я лишаю за собою право писати про те, що я бажаю, а не тільки з огляду на мою культурну ідентичність. Естетично і політично я не ототожнюю себе виключно з якоюсь однією конкретною групою — латиноамериканською, кубинською, гейською або „білою“ — адже я охоплюю їх усі разом. Добре писати — це добре писати. Мені подобається те, що мені подобається.»

## Поезія
Бланкова перша збірка віршів «City of a Hundred Fires» була опублікована в 1998 році і отримала схвалення критиків, вигравши поетичну премію Agnes Lynch Starrett видавництва Піттсбурзького університету. Ця збірка досліджує культурні прагнення і протиріччя Річарда як кубино-американця, що зростав у Маямі, та охоплює подробиці його першої трансформаційної подорожі на Кубу, його фігуративну батьківщину.
У збірці «Directions to the Beach of the Dead», опублікованій 2005 року, йдеться про знайому, засмучуючу подорож задля пошуку дому і зв'язку. За цю збірку Річард Бланко отримав нагороду The PEN/Beyond Margins Award.
У 2012 році вийшла його третя збірка поезій «Looking for The Gulf Motel»; в ній комплексно поєднались бланківські культурні, сексуальні і художні ідентичності. Він отримав поетичну премію Paterson Poetry Prize, літературну премію The 2012 Maine Literary Award for Poetry, а також нагороду The Thom Gunn Award.

## Нагороди
- 2015: Премія Lambda Literary Award за гей-мемуари, The Prince of los Cocuyos
- 2015: Премія Maine Literary Award за мемуари, The Prince of los Cocuyos
- 2014: Почесний ступінь від Коледжу мистецтв штату Мен
- 2014: Переможець Міжнародної латиноамериканської премії: найкраща біографія — іспанська або двомовна, «For All of Us, One Today: An Inaugural Poet's Journey»
- 2014: Почесний доктор Університету Род-Айленда
- 2014: Почесний доктор Коледжу Колбі
- 2013: Почесний доктор Коледжу Макалістера
- 2013: Нагорода Paterson Poetry Prize
- 2013: Інавгураційний поет США
- 2013: Літературна премія від штату Мен, «Looking for the Gulf Motel»
- 2013: Премія Thom Gunn Award[en] за гей-поезію, «Looking for the Gulf Motel»
- 2007: Стипендіат Florida Artist Fellowship[30]
- 2006: Премія PEN Open Book Award[en] (раніше відома як премія The Beyond Margins Award) за «Directions to the Beach of the Dead»[31]
- 2006: Стипендіат Florida Individual Artist Fellowship
- 2003: Residency Fellowship від Virginia Center for the Creative Arts[en]
- 2000: Стипендіат John Ciardi Fellowship from the Bread Loaf Writers' Conference[en]
- 1999: Стипендіат Florida Individual Artist Fellowship
- 1997: Премія Miami Beach Art Council Grant
- 1997: Нагорода Agnes Lynch Starrett Poetry Prize[en]

## Роботи
- City of a Hundred Fires. University of Pittsburgh Press. 1998. ISBN 978-0-8229-5683-9.
- Last Lines; Mother Picking Produce; What Las Palmas Mean:; Last Night in Havana; Tia Olivia Serves Wallace Stevens a Cuban Egg. Beltway Poetry Quarterly. Т. 5, № 1. Winter 2004.
- Nowhere But Here. Hill-Stead Museum. 2004. ISBN 978-0-9744245-1-4.
- Directions to the Beach of the Dead. University of Arizona Press. 2005. ISBN 978-0-8165-2479-2.
- Looking for the Gulf Motel. University of Pittsburgh Press. 2012. ISBN 978-0-8229-6201-4.
- One Today. University of Pittsburgh Press. 2013. ISBN 978-0-8229-6251-9.
- Boston Strong. University of Pittsburgh Press. 2013. ISBN 978-0-8229-6275-5.
- For All of Us, One Today. Beacon Press. 2013. ISBN 978-0-8070-3380-7.
- The Prince of Los Cocuyos: A Miami Childhood. Ecco Press. 2014. ISBN 978-0-0623-1376-8.

## Антології
- Michael Collier and Rita Dove, ред. (2000). The Best American Poetry 2000. University Press of New England. ISBN 978-0-74320-033-2. poetry anthology
- Michael Collier, ред. (1 березня 2000). The Bread Loaf Anthology of New American Poets. Bread Loaf Writers' Conference/Middlebury. ISBN 978-0-87451-964-8. poetry anthology
- Gerald Costanzo and Jim Daniels, ред. (2000). American Poetry: The Next Generation. Carnegie Mellon. ISBN 978-0-88748-343-1. poetry anthology
- David Lehman, ред. (April 2003). Great American Prose Poems: From Poe to the Present. Scribner Book Company. ISBN 978-0-7432-4350-6. poetry anthology
- Legitimate Dangers: American Poets of the New Century. Sarabande Books. 2006. ISBN 978-1-93251-129-1. poetry anthology
- Michael Montlack, ред. (2009). Divining Divas: 100 Gay Men on Their Muses. University of Wisconsin Press. ISBN 978-0-299-23120-0., essay anthology
- Ilan Stavans, Edna Acosta-Belén, Harold Augenbraum, María Herrera-Sobek, Rolando Hinojosa, Gustavo Pérez Firmat, ред. (2011). Norton Anthology of Latino Literature. W. W. & Norton Company. ISBN 978-0-39397-532-1. CS1 maint: Multiple names: editors list (link), poetry anthology
- Michael Montlack, ред. (2012). Divining Divas: 100 Gay Men on Their Muses. Lethe Press. ISBN 978-1-59021-383-4., poetry anthology
- Jim Elledge and David Groff, ред. (2012). Who's Yer Daddy. University of Wisconsin Press. ISBN 978-0-29928-940-9., essay anthology